# Droits LGBT en Birmanie
Les droits des personnes lesbiennes, gays, bisexuels et transgenres (LGBT) sont fortement mis à mal en Birmanie. L'homosexualité y est illégale et l'article 377 du code pénal prévoit une peine d'emprisonnement de 10 ans à la perpétuité. Les personnes transgenres sont quant à elles soumises au harcèlement policier et leur genre n'est pas reconnu par l'État. Durant la dictature du Conseil d'État pour la paix et le développement (1997-2011), il était difficile d'obtenir des informations précises quant au statut juridique ou social des personnes LGBT. Cependant, la démocratisation du pays leur permet d'acquérir plus de visibilité et de soutien dans le pays,,. Malgré la victoire de Ligue nationale pour la démocratie de Aung San Suu Kyi lors des élections législatives de 2015, et en dépit des promesses, il n'y a eu aucun changement des lois anti-LGBT.

## Lois concernant l'homosexualité
L'article 377 du code pénal interdit l'homosexualité et la sodomie. En plus des amendes, la loi prévoit des peines de prison allant de dix ans à la perpétuité, bien qu'elle ne soit pas strictement appliquée. Les personnes LGBT sont également ciblées par la « loi de l'ombre », créée par la loi sur la police, qui permet aux forces de l'ordre de détenir une personne qu'ils considèrent se comporter étrangement après le coucher du soleil.

## Reconnaissance des relations homosexuelles
La Birmanie ne reconnaît pas les mariages homosexuels ou les unions civiles. En 2014, un couple homosexuel birman a attiré l'attention des médias après avoir organisé une cérémonie officieuse de mariage à la suite de 10 ans de vie commune. Cela a également déclenché une forte réaction chez les conservateurs, qui ont demandé que les lois anti-homosexualité soient appliquées contre le couple.

## Droits des personnes trans
La Birmanie ne permet pas le changement de sexe. Les personnes trans y sont soumises à des viols, aux mauvais traitements et à des extorsions de la part de la police, et sont souvent la cible de « loi de l'ombre ». Généralement, il y a seulement trois options de carrière « respectables » pour les femmes transgenres : esthéticienne, styliste ou nat kadaw (« esprit femme »). En tant que nat kadaw, les personnes LGBT peuvent se voir accorder une forme de respect et de vénération dans la société birmane.